# Битва при Тицине
Битва при Тицине — одно из первых сражений Второй Пунической войны, в котором карфагенская армия под командованием Ганнибала одержала победу над римской армией под командованием консула Публия Корнелия Сципиона.
Осенью 218 года до н. э. карфагенская армия спустилась с Альп в плодородную долину реки Пада. В ноябре или декабре 218 года до н. э. консул Публий Сципион попытался задержать Ганнибала. Не дожидаясь подхода другого консула с большей частью армии, он дал сражение Ганнибалу у реки Тицин, но потерпел поражение. Только благодаря своему 17-летнему сыну, тоже Публию Корнелию, ему удалось спастись.
Римлянам удалось отступить к Плаценции, а затем к реке Требии. В результате поражения римлян при Тицине галлы начали переходить на сторону Ганнибала.

## Предыстория
Осенью 218 года до н. э. карфагенская армия спустилась с Альп в плодородную долину реки По. Цель похода через Альпы была достигнута дорогой ценой. Если в начале похода у Ганнибала было около 80 тысяч пехоты, 10 тысяч конницы и 37 слонов, то в Италию он привел только 20 тысяч пехоты, 6 тысяч конницы и несколько слонов.
Сципион прибыл от устья Роны в Пизу, получив там под своё командование два легиона. Узнав о том, что Ганнибал в Италии, консул поспешно двинулся к Плаценции, чтобы там перехватить карфагенян и не дать им необходимого отдыха. После спуска с Альп Ганнибал, в результате просчётов римлян, дал своим воинам несколько дней отдыха. Карфагеняне захватили столицу отказавшегося от союза с ними племени тавринов (будущий Турин), взяв его после трёхдневной осады. Появление Ганнибала в Италии стало неожиданностью для римлян. Это привело к краху римского плана войны, не предполагавшего появления противника на италийской земле. В результате карфагеняне смогли восстановиться после понесённых потерь и удержать за собой стратегическую инициативу. Сенаторы немедленно вызвали второго консула Тиберия Семпрония Лонга из Лилибея. Консул немедленно распустил флот и назначил своим воинам место сбора в Аримине.
Некоторые галльские племена начали переходить на сторону карфагенян, но присутствие римлян мешало другим племенам присоединиться к Ганнибалу. Сципион, находившийся в Плаценции, перешёл реку Пад и двинулся навстречу Ганнибалу. Ганнибал тоже рассчитывал на сражение, надеясь, что после победы галлы перейдут на его сторону.
Сципион переправился через реку Тицин по наскоро возведённому мосту, оставив для его охраны небольшой отряд. В это время Ганнибал двигался по противоположному берегу Пада.

## Перед битвой
Сципион перешёл на левый берег Пада и остановился у места впадения в него реки Тицин. Его армия теперь контролировала пути к северу от Пада, где должен был пройти Ганнибал, а если он захотел бы переправиться, на его пути встала бы крепость Плаценция, а римляне смогли бы угрожать его флангу и тылу. Однако Сципион оставил свою выгодную позицию, видимо, опасаясь, что Ганнибал всё-таки незаметно переправится. Кроме того, на помощь уже двигалась армия Семпрония, и Сципион не мог допустить, чтобы вся слава досталась ему. Потому он приказал переправиться через Тицин, а сам обратился к армии с речью. Он указывал, что карфагеняне и раньше терпели поражения от римлян, а теперь они ещё утомлены и обескровлены после перехода через Альпы, и битва с ними неминуемо завершится победой. Эта речь возымела действие, и легионеры теперь рвались в бой.
В этой ситуации Ганнибал уделил особое внимание психологической подготовке солдат. Для этого из пленных горцев, захваченных во время перехода через Альпы, были отобраны самые молодые и выносливые. До этого с ними нарочито жестоко обращались. Ганнибал велел вывести лошадей, вынести хорошее оружие и плащи. После этого он через переводчиков обратился к пленным и спросил, кто из них хочет сразиться на условиях, что победитель получает в награду выставленные предметы, а побеждённый смертью избавится от жестокого обращения. Все согласились, и, поскольку их было много, карфагенский полководец велел бросить жребий.
По окончании поединка Ганнибал выступил перед армией с речью, содержание которой кратко изложено в труде Полибия и более подробно у Ливия. Он говорил, что то, что они видели, это наглядное воплощение их собственной судьбы — победить, умереть или попасть живыми в руки врагов. Также он указывал, что под его началом собрались ветераны Испании, а Сципион и сам не опытен, и ведёт в бой новобранцев. В конце Ганнибал призвал своих отыскать в себе великую волю к победе.
Римляне завершили строительство моста через Тицин и перешли на другой берег реки. Ганнибал же отправил пятьсот нумидийцев во главе с Магарбалом разорять земли римских союзников, но щадить галлов. Когда до него дошли вести о приближении римлян, Ганнибал, находившийся у местечка Виктумул, отозвал к себе Магарбала и произнёс перед его воинами ещё одну речь, обещая награды за военную доблесть. Каждому из них он обещал земельный надел, свободу от уплаты налогов им и их потомкам, по желанию карфагенское гражданство, рабам сулил свободу, а хозяевам обязался предоставить в качестве компенсации двух рабов. Затем Ганнибал, согласно Титу Ливию, взяв в левую руку ягнёнка, а в правую — камень, призвал богов в свидетельство того, что если он нарушит слово, то с ним будет то же, что с ягнёнком, — и одним ударом размозжил животному голову.
На третий день после переправы римлян на другой берег Тицина Сципион, взяв с собой конницу и велитов, выступил на разведку позиций карфагенян. Одновременно навстречу ему выступил Ганнибал, взяв с собой только конницу.

## Силы сторон
У обоих полководцев были серьёзные сомнения в боевых качествах своих воинов. Именно поэтому, возможно, они оба не взяли с собой пехоту (Сципион взял только велитов). Их расчёт строился на использовании конницы, возможно, потому, что она была в лучшей форме.

### Карфагеняне
Согласно Полибию, все всадники, имевшиеся у Ганнибала, отправились с ним на разведку. Это составляло по крайней мере 6 тысяч испанских и нумидийских воинов, перешедших Альпы. Нет никаких сведений о галльской коннице, но, возможно, с Ганнибалом были галльские всадники. Судя по тому, что Ганнибал смог отправить 500 нумидийских всадников на фуражировку, у него была многочисленная конница. Однако силы Сципиона превосходили его собственные как минимум в три раза.
При приближении противника Ганнибал приказал строиться в боевой порядок. Центр карфагенской армии заняли тяжеловооружённые и иберийские всадники, а на флангах расположились нумидийские всадники. Задачей последних было нанести по римскому войску удары во фланги и в тыл.

### Римляне
У Сципиона была армия численностью в 15 тысяч пехотинцев (которые участвовали в этой битве лишь частично), 600 римских всадников, 900 союзных всадников и около 2 тысяч галльских всадников.
В первые ряды своего построения Сципион поставил метателей дротиков (велитов) и союзную галльскую конницу, а за ними стояли римские и союзные всадники.

## Битва
Встреча противников произошла внезапно, о приближении друг друга они узнали по густым облакам пыли и стали строиться в боевой порядок. Битва произошла севернее левого берега Пада, между её притоками Тицином и Сесией, примерно на равном расстоянии от обоих. Как считается, эта битва произошла в окрестностях Ломелло.
Противники сближались друг с другом. Римские пращники едва успели выпустить по одному снаряду, как вынуждены были отступить в «коридоры» между своими конными отрядами, так как к ним приблизились тяжеловооружённые всадники противника. Теперь в бой вступила римская конница, и какое-то время продолжалось конное сражение. Многие карфагенские всадники спешивались, чтобы сражаться с велитами, и вскоре конное сражение превратилось в конно-пешую схватку.
Нумидийские всадники обошли римлян с флангов и внезапно ударили им в тыл, где стояли велиты. В рядах римлян началась паника. Римская конница некоторое время сдерживала натиск нумидийцев, но вскоре и они дрогнули и обратились в бегство. Во время этой паники Сципион получил ранение, но был спасён своим сыном. По версии Целия Антипатра, консул был спасён неким лигурийским рабом. Полибий сообщает о спасении консула своим сыном в описании событий 210 года до н. э. и пишет, что слышал эту историю от друга Сципиона Младшего Гая Лелия.

## Последствия
Точных данных о потерях обеих сторон нет. Утверждение Полибия о том, что римляне нанесли карфагенянам больший урон, чем потерпели сами, по мнению историка Е. Родионова, явно не соответствует действительности.
Ганнибал ожидал, что Сципион со своей пехотой будет вскоре готов снова вступить с ним в бой. Поскольку у Ганнибала была только конница, он отказался от штурма римского лагеря и отступил к своему лагерю. У Сципиона уже было мало конницы, и потому он решил отступить. Ночью римская армия покинула лагерь и переправилась, согласно Полибию, по мосту на другой берег Тицина. Согласно Ливию, Сципион переправился на другой берег Пада. Вероятно, римляне сначала по мосту перешли через Тицин, а потом по наплавному мосту через Пад. Когда римляне уже подходили к Плаценции, Ганнибал узнал, что они ушли.
Когда он подошёл к Тицину, римляне были уже вне досягаемости, а мост через реку разрушен. Карфагеняне смогли лишь взять в плен 600 римлян, оставленных охранять переправу. Ганнибал отправился на восток, собираясь переправиться через Пад. Два дня карфагеняне шли вверх по течению, пока не нашли удобное место для возведения понтонного моста. В это же время к Ганнибалу прибыли послы от галльских племён с предложениями дружбы, оказания помощи снабжением и совместной борьбы против Рима. Таким образом, его план начал осуществляться. Подвластные римлянам племена начали переходить на сторону Карфагена.
Во время переправы конница ускоренным маршем уже подошла к Плаценции. На третий день после переправы к Плаценции подошла и вся карфагенская армия, с ходу построившаяся в боевой порядок. Однако Сципион не ответил на этот вызов и не выводил своих воинов из лагеря. Ночью галлы, задумав перебежать к Ганнибалу, устроили резню в одной части римского лагеря и сбежали.
Опасения, что скоро галлы восстанут, заставили Сципиона отступить ещё дальше. Ганнибал отправил в погоню нумидийцев, но те, замешкавшись в оставленном римском лагере, не смогли догнать римлян, которые встали лагерем у реки Требия, ожидая подхода армии Тиберия Семпрония Лонга.